# بارك هان بيول (ممثلة)
بارك هان بيول (هانغل:박한별)؛ هي ممثلة وعارضة أزياء من كوريا الجنوبية، ظهرت لأول مرة في مسلسل سيدتي الجميله عام 2003.

## الحياة الشخصية
في يونيو 2009، اعترف المغني سفن على موقعه على الإنترنت بأنه وبارك (مرتبطان) وهما على علاقة لمدة سبع سنوات، حيث التقيا لأول مرة حين كانا في المدرسة الثانوية، ويأتي هذا الاعتراف بعد أن أنكرا سابقًا شائعات علاقتهما. في 23 ديسمبر 2014، أصدرت وكالة بارك بيانًا ينص على أنها وسفن أنهيا علاقتهما التي استمرت 12 عامًا في وقت سابق من العام.
في 24 نوفمبر 2017، تم الإعلان عن زواجها من شخص غير مشهور، وأنهما خططا لإقامة الحفل في عام 2018 مع العائلة والأصدقاء، التقى الزوجان قبل ثلاث سنوات ودخلا علاقة في وقت ما في بداية عام 2017. كما أُعلن أن بارك كانت حاملاً في الأسبوع الخامس عشر من الحمل. في 30 أبريل 2018، أفيد أن بارك أنجبت طفلا.

## أعمالها
| السنة     | عنوان                    | الدور                      | الشبكة        | مرجع          |
| --------- | ------------------------ | -------------------------- | ------------- | ------------- |
| 2003      | My Fair Lady             | تشوي سو هيون               | إس بي إس      | [ 11 ] [ 12 ] |
| 2004      | Han River Ballad         | مي آه                      | إم بي سي      | [ 11 ] [ 12 ] |
| 2006      | Couple or Trouble        | أوه يو كيونغ               | إم بي سي      | [ 11 ] [ 12 ] |
| 2006      | Freeze                   | كيم جي وو                  | شانل سي جي في | [ 11 ] [ 12 ] |
| 2007      | Blue Fish                | كانغ يون جونغ              | إس يي إس      | [ 11 ] [ 12 ] |
| 2007      | Couple Breaking          | هان إيو كيونغ              | شانل سي جي في | [ 11 ] [ 12 ] |
| 2009      | Jolly Widows             | هان جين كيونغ              | كي بي إس 2    | [ 11 ] [ 12 ] |
| 2010      | Oh! My Lady              | هونغ يورا                  | إس يي إس      | [ 11 ] [ 12 ] |
| 2011-2012 | Bolder By the Day        | لي هان بيول                | إم بي إن      | [ 11 ] [ 12 ] |
| 2013-2014 | One Well-Raised Daughter | جونغ هانا / جانغ إيون سونغ | إس يي إس      | [ 11 ] [ 12 ] |
| 2015      | A Girl Who Sees Smells   | جو مي را (الحلقة 2)        | إس يي إس      | [ 11 ] [ 12 ] |
| 2015-2016 | I Have a Lover           | كانغ سيول ري               | إس يي إس      | [ 11 ] [ 12 ] |
| 2016      | Entourage                | كانغ سيول ري               | تي في إن      | [ 11 ] [ 12 ] |
| 2017      | Borg Mom                 |                            | إم بي سي      | [ 11 ] [ 12 ] |
| 2019      | Love in Sadness          | يون ماري                   | إم بي سي      | [ 11 ] [ 12 ] |

## روابط خارجية
بارك هان بيول على موقع IMDb (الإنجليزية)
- بارك هان بيول على موقع قاعدة بيانات الفيلم (الإنجليزية)